# Antonio Buzzolla
Antonio Buzzolla, italijanski skladatelj in dirigent, * 2. marec 1815, Adria, Italija, † 20. marec 1871, Benetke, Italija.

## Življenje
Glasbo je študiral na beneškem konservatoriju. Od leta 1855 je bil organist v beneški cerkvi sv. Marka. 
Skomponiral je pet oper, danes pa je najbolj poznan po svojih arijetah in kanconah v beneškem narečju (Serata a Rialto : El regalo, Un bel matin de Zugno, Il gondoliere : L'omo, L'inamorada ...)